# Lechința (rivière)
Pour les articles homonymes, voir Lechința.
La Lechința appelée également Comlod (Lekence en hongrois, Lechnitz en allemand) est une rivière roumaine, affluent du Mureș, située dans le centre du pays, en Transylvanie.

## Géographie
La Lechința prend sa source dans le județ de Bistrița-Năsăud à 440 m d'altitude avant de couler dans le sens nord-sud dans la plaine de Transylvanie (Câmpie Transilvanei) et de se jeter dans le Mureș, en aval de la ville de Iernut, dans le village de Lechința à 273 m d'altitude.
La Lechința prend sa source dans le județ de Bistrița-Năsăud avant de s'écouler dans le județ de Mureș.
Elle traverse successivement les communes de Comlod, Râciu,  Band, Iclănzel et la ville de Iernut.

## Hydrographie
La Lechința est un affluent de la rive droite du Mureș. 